# Everybody's Free (To Wear Sunscreen)
Everybody's Free (To Wear Sunscreen) is een nummer van de Australische filmregisseur Baz Luhrmann dat op 31 mei 1999 door het EMI Music Australia Pty. Ltd. label op single werd uitgebracht.
Het nummer bestaat enkel uit gesproken woord met op de achtergrond melancholische muziek, een techniek die bekend staat als parlando. De songtekst, die bestaat uit een lange reeks van humoristisch, maar ook praktisch advies, werd overgenomen van een column door Mary Schmich van de Chicago Tribune. 
Er werd weleens beweerd dat de tekst van schrijver Kurt Vonnegut afkomstig was - hij zou het hebben voorgedragen tijdens een speech bij een diploma-uitreiking. Vonnegut zelf vond die (foute) bewering vermakelijk.

## Hitnoteringen
De single werd in een aantal landen een radiohit. In de VS werd de 24e positie bereikt in de Billboard Hot 100. In Canada werd de 11e positie behaald en Ierland, Schotland en het Verenigd Koninkrijk werd zelfs de nummer 1-positie bereikt. In Luhrmanns' thuisland Australië wed de 65e positie behaald, Nieuw-Zeeland géén, Noorwegen de 8e, Denemarken de 13e, Zweden de 15e, Duitsland de 44e, Zwitserland de 36e en in de Eurochart Hot 100 de 9e positie.
In Nederland was de single in week 24 van 1999 de 328e Megahit op toen Radio 3FM en werd een radiohit. De single bereikte de 26e positie in de publieke hitlijst; destijds de Mega Top 100 op Radio 3FM en de 29e positie in de Nederlandse Top 40 op toentertijd Radio 538.
In België bereikte de single de 31e positie in de Vlaamse Ultratop 50. In zowel de Vlaamse Radio 2 Top 30 als de Waalse Ultratop 50 werd géén notering behaald.

## Parodie
Het lied gaf aanleiding tot een aantal parodieën. In 1999 had de muzikant en comediant Chris Rock succes met zijn gesproken woord No Sex (In the Champagne Room). John Safran bracht ook een lied uit, met de titel Not the Sunscreen Song, een verwijzing naar Everybody's Free (To Wear Sunscreen).

## NPO Radio 2 Top 2000
Everybody’s Free (to Wear Sunscreen) stond alleen in 2017 in de NPO Radio 2 Top 2000, op plek 1930.